# A Star Is Born (película de 1937)
A Star Is Born  —conocida en español como Nace una estrella o Ha nacido una estrella— es una película estadounidense de 1937 de drama y romance, dirigida por William A. Wellman, producida por David O. Selznick, con Janet Gaynor, Fredric March y Adolphe Menjou en los roles principales.

## Argumento
Esther Blodgett (Janet Gaynor), una muchacha que aspira a convertirse en actriz, viaja a Hollywood, encuentra trabajo como camarera y conoce a un famoso actor en decadencia (Fredric March) por culpa de su adicción al alcohol, iniciándose una relación. Él se da cuenta del enorme talento de ella y se empeña en convertirla en una nueva estrella de la canción, introduciéndola en el mundo de los musicales cinematográficos. Ambos se casan, y conforme ella asciende en su carrera y se convierte en una auténtica estrella, él poco a poco, se va autodestruyendo cada vez más.

## Comentarios
Basado en la película Hollywood al desnudo (1932), de George Cukor.
Tuvo varias versiones posteriores:
- Una segunda versión del propio Cukor. (1954)
- Una tercera versión dirigida por Frank Pierson. (1976)
- Una cuarta versión dirigida, producida y protagonizada por Bradley Cooper. (2018)

## Premios y candidaturas
Óscar 1937
| Categoría                    | Persona                                    | Resultado |
| ---------------------------- | ------------------------------------------ | --------- |
| Mejor película               | Mejor película                             | Nominada  |
| Mejor dirección              | William A. Wellman                         | Nominado  |
| Mejor actor                  | Fredric March                              | Nominado  |
| Mejor actriz                 | Janet Gaynor                               | Nominada  |
| Mejor argumento              | William A. Wellman Robert Carson           | Ganadores |
| Mejor guion                  | Alan Campbell Robert Carson Dorothy Parker | Nominados |
| Mejor asistente de dirección | Eric Stacey                                | Nominado  |
| Óscar honorífico             | W. Howard Greene                           | Nominado  |

National Board of Review
| Año  | Reconocimiento                | Resultado |
| ---- | ----------------------------- | --------- |
| 1937 | Diez películas más destacadas | Incluida  |

- William A. Wellman también fue propuesto como candidato a la obtención de la Copa Mussolini.